# Melanostoma augustatum
Melanostoma augustatum là một loài ruồi trong họ Ruồi giả ong (Syrphidae). Loài này được Williston mô tả khoa học đầu tiên năm 1887. Melanostoma augustatum phân bố ở miền Tân bắc